# Nissan Note
Nissan Note är en högbyggd modell i undre mellanklassen som presenterades 2004 i Japan och 2006 i Europa. Modellen säljs endast med fem dörrar i ett kombiliknande utförande. Designmässigt bygger den på konceptbilen Tone som presenterats några år tidigare. Den delar teknik med den ännu ej presenterade ersättaren till Almeramodellen, samt Renault Modus och tillverkas i England.

## Den första generationen

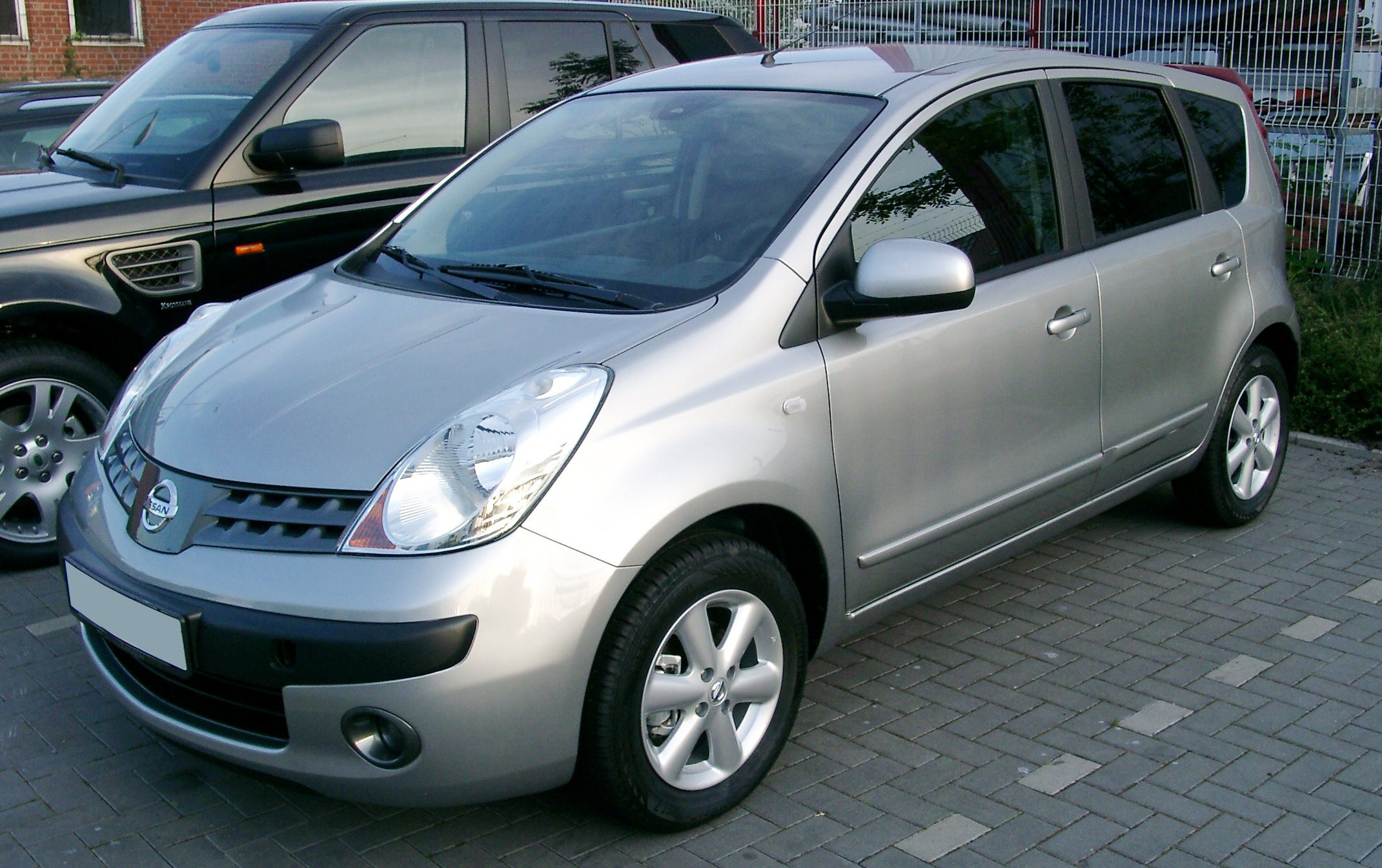
Nissan Note I

Note gjorde debut 2004. I slutet av 2008 passerade facelift modellen. Till skillnad från tidigare modeller, nya strålkastare och grill, flyttade utomhusantenn till den främre delen av taket tillbaka stötfångare lackerade i karossens färg, den nya radio med stöd för Bluetooth. Vändcirkel - 11,0 meter.

## Andra generationen

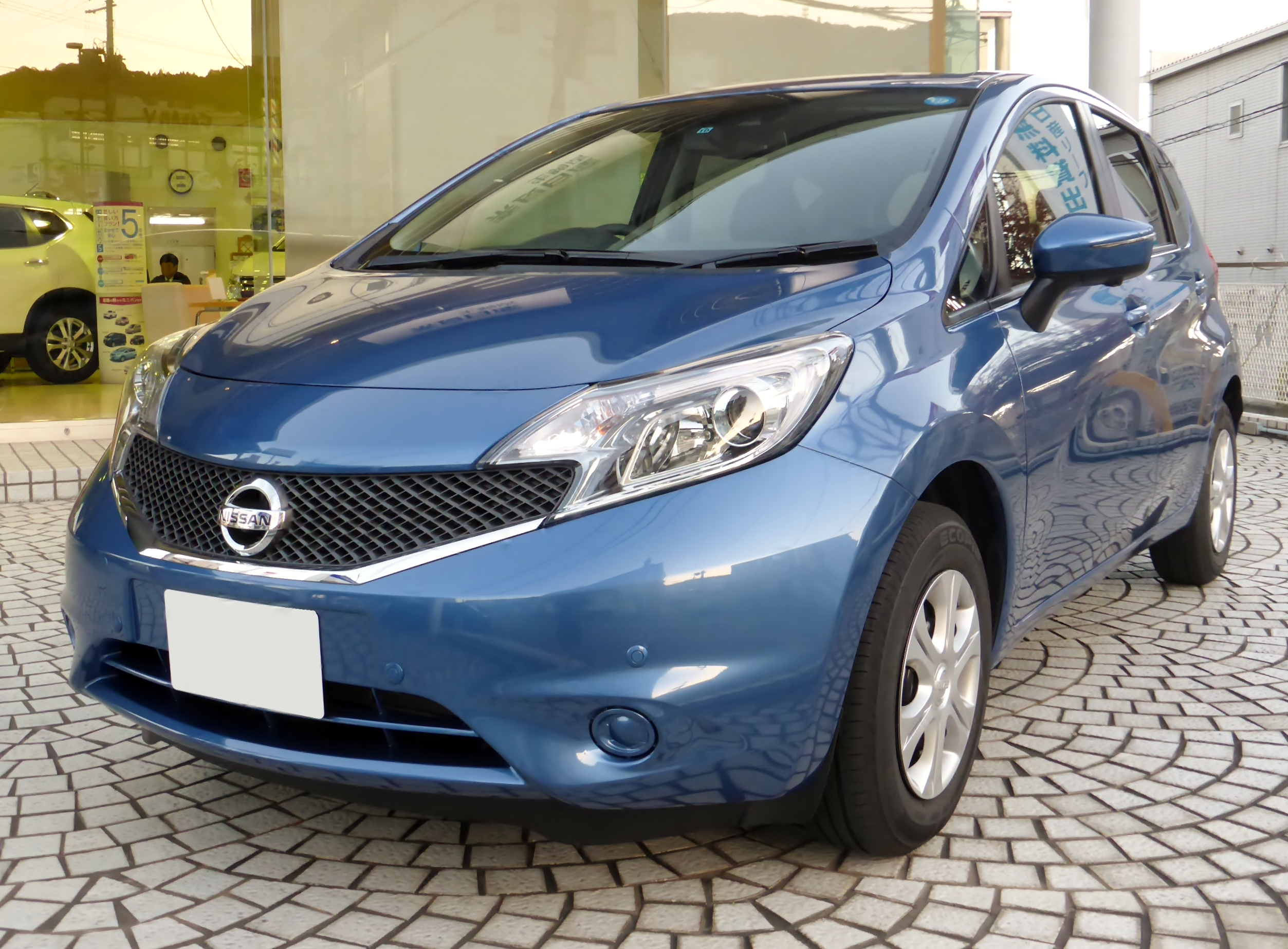
Nissan Note II

Hösten 2012 började andra generationen Note säljas. Modellen är baserad på konceptbilen Nissan Invitation, som visades på Geneva Motor Show i mars 2012.

### Hybridversion
Från och med 2017 finns en version med hybriddrift. En trecylindrig bensinmotor med 1,2 liters volym används för att ladda batteriet som har 1,5 kWh kapacitet. En elmotor som är identiskt med den som sitter i Nissa Leaf sköter sedan själva framdrivningen av bilen. Det är alltså en seriehybrid, där all kraft går via elmotorn och bensinmotorn saknar mekanisk koppling till drivhjulen. 